# Maria Josefa da Saxônia, Delfina da França
Maria Josefa Carolina Leonor Francisca Xaviera (em alemão: Maria Josepha Karolina Eleonore Franziska Xaveria; em francês: Marie Josèphe Caroline Éléonore Françoise Xavière; Dresden, 4 de novembro de 1731 - Versalhes, 13 de março de 1767) foi Delfina da França por casamento com Luís, Delfim da França, filho e herdeiro do rei Luís XV. Ela foi mãe de três reis da França, Luís XVI, Luís XVIII e Carlos X.

## Início de vida

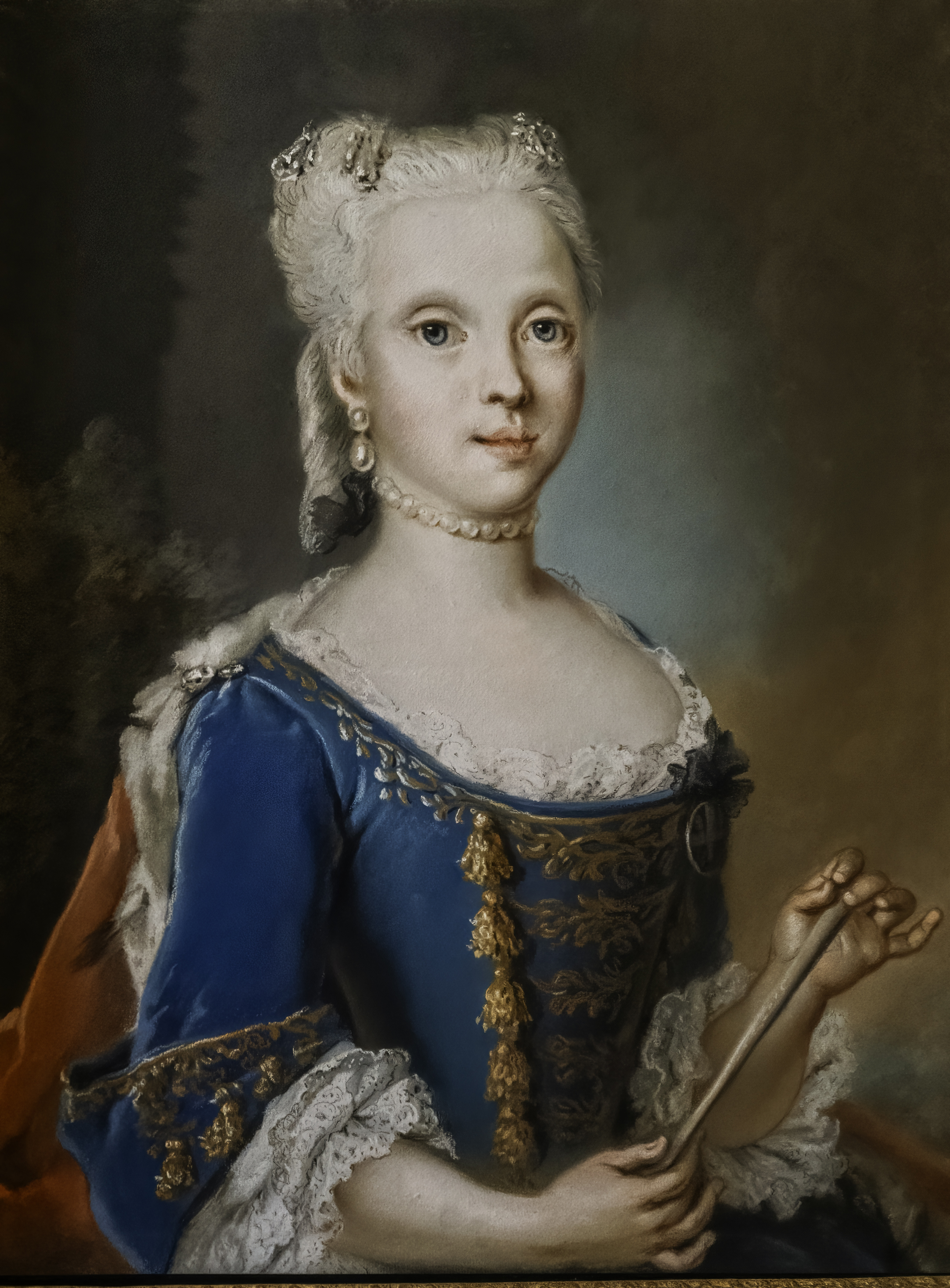
Maria Josefa por Marie-Catherine Silvestre

Nascida em 4 de novembro de 1731 no Castelo de Dresden, Maria Josefa era a nona filha, quinta menina, de Augusto III, Príncipe-Eleitor da Saxônia, Rei da Polônia e Grão-Duque da Lituânia, e da arquiduquesa Maria Josefa da Áustria.
O filho mais velho e herdeiro rei Luís XV de França, Luís, Delfim da França, ficou viúvo em 22 de julho de 1746 quando sua esposa, a infanta Maria Teresa Rafaela da Espanha, morreu ao dar à luz sua única filha Maria Teresa. A família real espanhola ofereceu a mão da irmã de Maria Teresa Rafaela, a infanta Maria Antónia da Espanha, para substituir a defunta Delfina, mas Luís XV recusou a proposta pois via a união como incestuosa e, juntamente com a amante Madame de Pompadour, deseja ampliar os canais diplomáticos da França para além do Pacto de Família.
O casamento entre Maria Josefa e o Delfim foi sugerido pela primeira vez por seu tio Maurício da Saxônia. Luís XV e sua amante estavam convencidos de que o casamento seria vantajoso para os negócios estrangeiros franceses. A França e a Saxônia estavam em lados opostos na recente Guerra da Sucessão Austríaca e, portanto, o casamento entre a princesa saxônica e o Delfim formaria uma nova aliança entre as duas nações. Entretanto, nem todos se empolgaram com a noiva sugerida. A mãe do Delfim, a rainha Maria Leszczyńska, era filha do ex-rei Estanislau I Leszczyński da Polônia, que havia sido deposto por Augusto III, pai de Maria Josefa, e, portanto não apoiava o enlace, preferindo que o filho desposasse a princesa Leonor de Saboia ou sua irmã Maria Luísa de Saboia.

## Casamento
Apesar da desaprovação da rainha, Maria Josefa casou-se com o Delfim em 9 de fevereiro de 1747. Diz-se que o casamento humilhou a rainha, embora ela e Maria Josefa mais tarde se dessem bem.
Havia a tradição de, no dia do casamento, a noiva usar uma pulseira com o retrato do pai. Quando a rainha se encontrou com Maria, pediu para ver a pulseira. A espirituosa Maria Josefa revelou então a sua pulseira à futura sogra, mostrando que o retrato era do pai da rainha. A princesa afirmou que o retrato representava o fato de o Duque de Lorena ser seu avô por casamento. A rainha e a corte ficaram muito impressionados com a sensibilidade da jovem de quinze anos. Maria era também muito chegada ao seu sogro, o rei Luís XV.

## Delfina da França

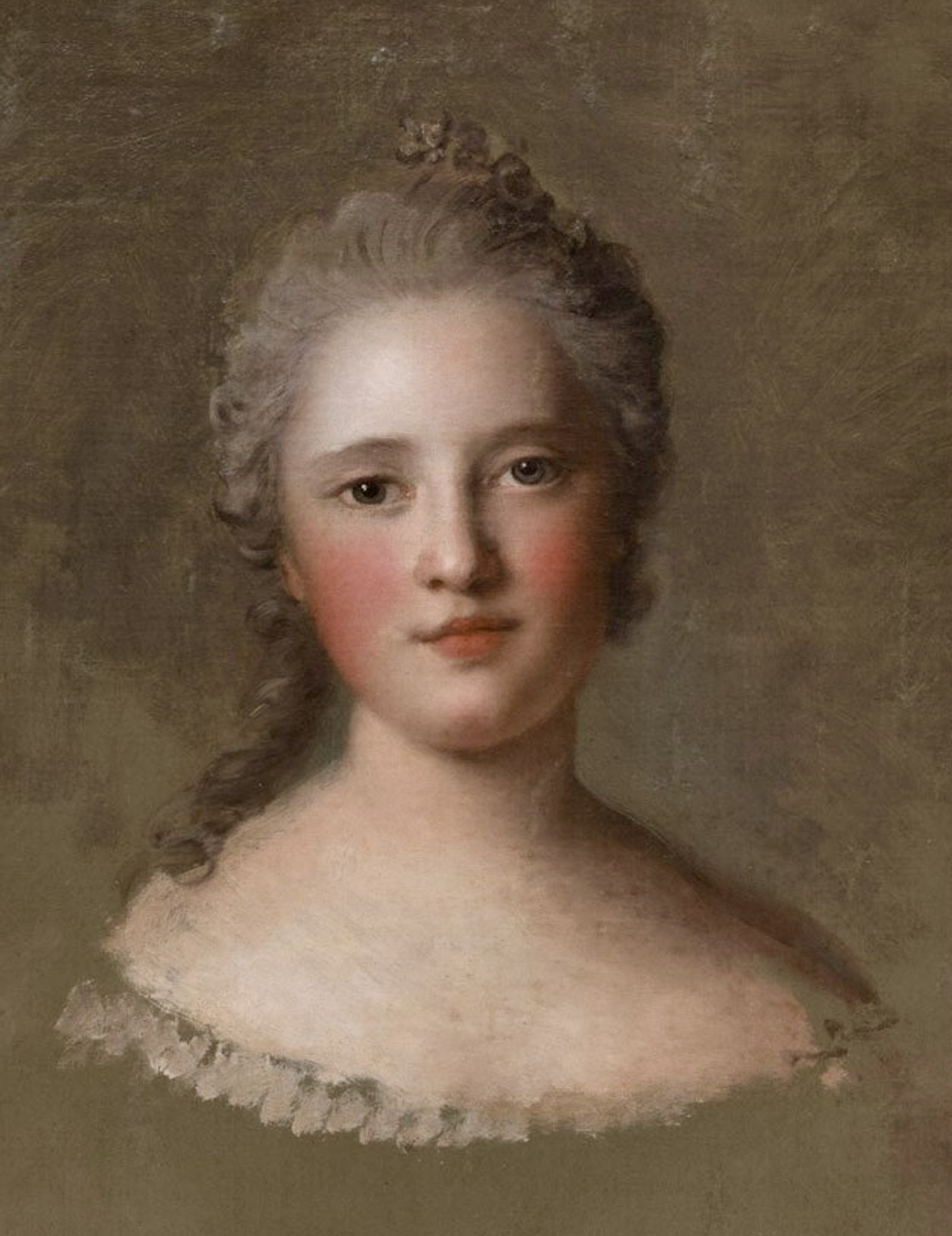
A Delfina por Jean-Marc Nattier

Quando se casou, o Delfim ainda estava de luto pela sua esposa espanhola. Mostrava visivelmente a sua dor em público, mas Maria Josefa era elogiada por ter conquistado "aos poucos" o coração do seu marido. Apesar de ser uma esposa paciente, a dor do delfim aumentou em abril de 1748, quando a sua única filha com a primeira esposa morreu com um ano de idade. O Delfim ficou profundamente afetado com a morte da criança. Mais tarde, Maria Josefa comissionou um retrato da sua enteada falecida para ser colocado sobre o seu berço.
A nova Delfina ficou muito grata a Madame de Pompadour por ajudar a organizar seu casamento, e sempre manteve um bom relacionamento com a amante real.
Assim como o Delfim, Maria Josefa era muito devota. Juntamente com a sogra e o marido, ela formava um contrapeso ao comportamento libertino do sogro e da sua corte. O casal não gostava dos vários entretenimentos realizados em Versalhes todas as semanas, preferindo ficar nos seus apartamentos que ainda podem ser vistos no rés-do-chão de Versalhes com vista para a Orangerie.

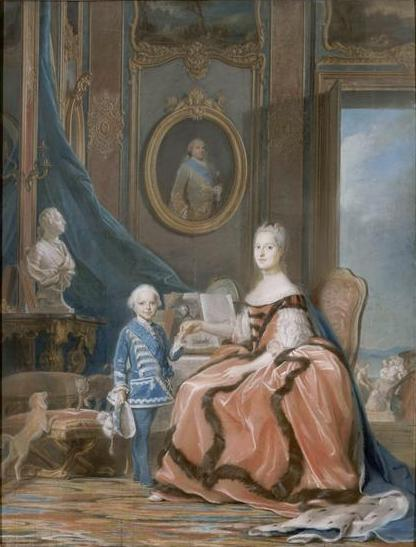
A Delfina com seu filho Luís, por Maurice Quentin de La Tour

A primeira criança do casal foi uma filha nascida em 1750 no dia de São Zeferino, tendo por isso recebido o nome de Maria Zeferina. O nascimento foi recebido com muita alegria pelos pais, apesar de Luís XV ter ficado desagradado com o fato de não se tratar do esperado varão. No entanto, a bebé morreu pouco depois, em 1755. O segundo filho do casal, Luís, nasceu a 15 de setembro de 1751. O casal real deu tanta atenção ao primeiro filho varão que os restantes acabariam por ser negligenciados. Tragicamente, este acabaria por morrer a 22 de março de 1761 depois de cair de um cavalo de brincar. O terceiro filho do casal, Xavier, nasceu 1753 e morreu um ano depois. Assim, o seu quarto filho, Luís Augusto, nascido em 1754, subiu para a segunda posição na linha de sucessão do trono francês, logo a seguir ao pai.
Graças à relação próxima de Maria Josefa com o rei, a relação entre pai e filha foi restabelecida. O Delfim ocupava uma posição central no Dévots, um grupo religioso ultraconservador que esperava ganhar poder quando ele subisse ao trono. Estavam contra a forma como Luís XV tinha casos amorosos abertamente na corte, mesmo com o conhecimento da rainha. Naturalmente, o rei Luís XV não nutria afeição pelo grupo.
O seu sogro deu-lhe a alcunha de la triste Pepe. Em 1756, o rei Frederico II da Prússia invadiu a sua Saxônia natal, o que levou ao rebentar da Guerra dos Sete Anos à qual a França se juntou mais tarde. Reservada a nível política, apenas se pronunciou uma vez, sem sucesso, em 1762, a favor da Companhia de Jesus na França. A companhia foi dissolvida por ordem do parlamento de Paris, inspirados pelos magistrados do jansenismo, contra a vontade do rei.

## Últimos anos

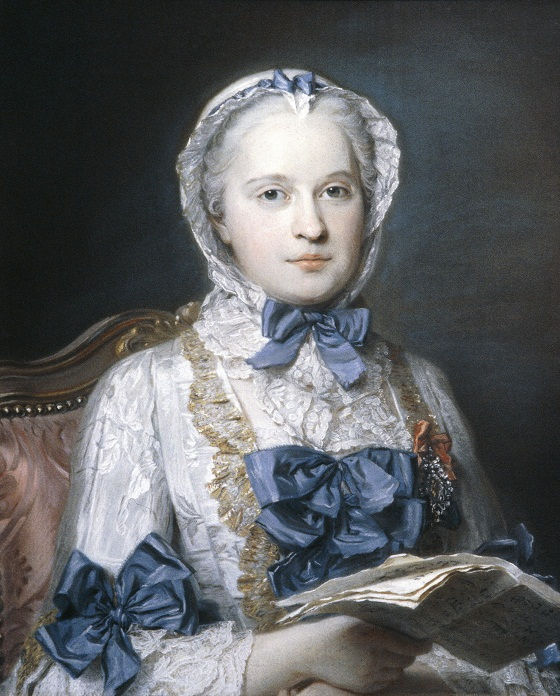
Maria Josefa

A morte do marido, em 20 de dezembro de 1765, desferiu em Maria Josefa um golpe devastador do qual ela nunca se recuperou, afundando-se numa profunda depressão que durou até sua própria morte, 15 meses depois.
Henriette Campan descreveu o estado de Maria Josefa durante sua viuvez:
| «A Delfina, sua viúva, ficou profundamente aflita; mas o desespero imoderado que caracterizou sua dor induziu muitos a suspeitar que a perda da coroa era uma parte importante da calamidade que ela lamentava. Ela se recusou por muito tempo a comer o suficiente para sustentar a vida; ela contribuiu para suas lágrimas fluírem colocando retratos do Delfim em cada parte de seus aposentos. Ela o fez representar pálido e pronto para expirar, em uma imagem colocada aos pés de sua cama, sob cortinas de tecido cinza, com as quais os aposentos das Princesas eram sempre pendurados em lutos da corte. Seu grande gabinete era decorado com tecido preto, com uma alcova, um dossel e um trono, no qual recebiam cumprimentos de condolências após o primeiro período de luto profundo. A Delfina, alguns meses antes do fim de sua vida, lamentou sua conduta em abreviá-la; mas era tarde demais; o golpe fatal havia sido desferido. Também pode ser presumido que viver com um homem tuberculoso contribuiu para sua reclamação. Esta princesa não teve oportunidade de exibir suas qualidades; vivendo em uma corte na qual ela era eclipsada pelo rei e pela rainha, as únicas características que podiam ser notadas nela eram seu extremo apego ao marido e sua grande piedade.» |

Para poupá-la do tormento de permanecer com as memórias do marido morto, Luís XV reorganizou a distribuição dos apartamentos em Versalhes, de modo que Maria Josefa saiu dos apartamentos que havia compartilhado com o marido e foi para os apartamentos de Madame de Pompadour, que havia morrido em 1764. O rei passou a visitá-la mais frequentemente e prestou-lhe mais atenção e afeto. Luís XV chegou a discutir com Maria Josefa o possível casamento de seu filho, o novo Delfim, com a filha da imperatriz Maria Teresa da Áustria, a arquiduquesa Maria Antonieta. Maria Josefa não gostou da ideia de seu filho mais velho se casar com a filha da soberana que havia deserdado sua mãe e preferia vê-lo casado com sua sobrinha de sangue, Maria Amália da Saxônia.
A saúde de Maria Josefa piorou. Ela morreu em 13 de março de 1767 de tuberculose, e foi sepultada na Catedral de Saint-Étienne em Sens. O casamento de seu filho, o futuro Luís XVl, com a filha de Maria Teresa da Áustria, Maria Antonieta, foi celebrado três anos depois.

## Títulos, estilos, honras e brasão

### Títulos e estilos
- 4 de novembro de 1731 – 9 de fevereiro de 1747: Sua Alteza Real, a Princesa Maria Josefa da Saxônia
- 9 de fevereiro de 1747 – 20 de dezembro de 1765: Sua Alteza Real, o Delfina de França

### Honras
- Dama da Ordem da Cruz Estrelada

### Brasão
Esquartelado em 1) e 4 gules com a águia de prata, bicudos, com membros, definhados, amarrados e coroados com ouro em 2) e 3) gules com o cavaleiro de prata adornado com ouro segurando um escudo azul carregado com uma cruz de ouro patriarcal; no geral, fascinado com areia e ouro no crancelin vert, com faixas.
| Brasão de armas de Maria Josefa como Delfina da França |

## Descendência
| Nome                       | Nascimento             | Morte                   | Notas                                                                                                  |
| -------------------------- | ---------------------- | ----------------------- | --- |
| Filho natimorto            | 30 de janeiro de 1748  | 30 de janeiro de 1748   | |
| Filho natimorto            | 10 de maio de 1749     | 10 de maio de 1749      | |
| Maria Zeferina             | 26 de agosto de 1750   | 2 de setembro de 1755   | Morreu na infância.                                                                                    |
| Luís, Duque da Borgonha    | 13 de setembro de 1751 | 22 de março de 1761     | Morreu na infância.                                                                                    |
| Filha natimorta            | 9 de março de 1752     | 9 de março de 1752      | |
| Xavier, Duque da Aquitânia | 8 de setembro de 1753  | 22 de fevereiro de 1754 | Morreu na infância.                                                                                    |
| Luís XVI                   | 23 de agosto de 1754   | 21 de janeiro de 1793   | Casou-se com Maria Antonieta da Áustria, com descendência. Foi executado durante a Revolução Francesa. |
| Luís XVIII                 | 17 de novembro de 1755 | 16 de setembro de 1824  | Casou-se com Maria Josefina de Saboia, sem descendência.                                               |
| Filho natimorto            | 1756                   | 1756                    | |
| Carlos X                   | 9 de outubro de 1757   | 6 de novembro de 1836   | Casou-se com Maria Teresa de Saboia, com descendência.                                                 |
| Maria Clotilde             | 23 de setembro de 1759 | 7 de março de 1802      | Casou-se com Carlos Emanuel IV da Sardenha, sem descendência.                                          |
| Filho natimorto            | 1762                   | 1762                    | |
| Isabel                     | 3 de maio de 1764      | 10 de maio de 1794      | Não se casou, foi executada aos 30 anos durante a Revolução Francesa.                                  |